# 林芙美子
林 芙美子（はやし ふみこ、1903年〈明治36年〉12月31日 - 1951年〈昭和26年〉6月28日）は、日本の小説家。本名フミコ。身長140cm少々。
幼少期からの不遇の半生を綴った自伝的小説『放浪記』(1928年)で一躍人気作家となる。詩情豊かな文体で、暗い現実をリアルに描写する作風。一貫して庶民の生活を共感をこめて描き、流行作家として明治・大正・昭和を駆け抜けた。作品に『風琴と魚の町』(1931年)、『晩菊』(1948年)、『浮雲』(1951年)などがある。

## 概要
著書『放浪記1 林芙美子文庫』の後書きでは山口県下関市生まれとなっている。尾道市立高等女学校（現・広島県立尾道東高等学校）卒。私生児として生まれ、養父・実母と共に行商を営みながら日本の各地を放浪する生活の中で、露天商やカフェの女給等の様々な職業を経験している。実際につけていた日記をもとにした『放浪記』がベストセラーとなり、以後も詩集『蒼馬を見たり』や、『風琴と魚の町』『清貧の書』などの自伝的作品で文名を高めた。その後、『牡蠣』などの客観小説に転じ、戦中は大陸や南方に従軍して短編を書き継いだ。戦後、新聞小説で成功を収め、短編『晩菊』や長編『浮雲』『めし』（絶筆）などを旺盛に発表。貧しい現実を描写しながらも、夢や明るさを失わない独特の作風で人気を得た。1951年、心臓麻痺により急逝。

## 生涯

### 生誕地
当人は、生まれは下関、生年は明治37年、誕生日は5月5日などとも書き、語っていたが、没後20年余り経って、生誕地は門司市小森江（現、北九州市門司区）との説が発表された（ただし出生届は叔父の家の現・鹿児島市に明治36年12月31日誕生として翌1月に提出されている）。
実父は宮田麻太郎、母はキク。麻太郎が認知しなかったため、「林フミコ」として、母方の叔父の戸籍に入れられた。

### 九州各地を行商
麻太郎は下関で競り売りやテキ屋をやって当て、1907年（明治40年）若松市（現・北九州市若松区）へ移って繁盛したが、浮気して、母子は1910年（明治43年）、番頭の沢井喜三郎と家を出た。
養父と母は北九州の炭坑町を行商して回り、芙美子は長崎・佐世保・下関の小学校を転々と通った。
喜三郎は下関で古着屋を営んで小康を得たが1914年（大正3年）倒産し、11歳の芙美子は本籍地の鹿児島に預けられたのち、旅商いの両親に付いて山陽地方の木賃宿を転々とした。同年10月、石炭産業で栄えていた現在の福岡県直方市に移り住む。
『放浪記』の冒頭で、直方での日々を赤裸々に記している。
＜砂で漉した鉄分の多い水で舌がよれるような町であった＞
＜門司のように活気あふれる街でもない。＞
＜長崎のように美しい街でもない。＞
＜佐世保のように女のひとが美しい町でもなかった＞

### 尾道へ
1916年（大正5年）（13歳）、3人は広島県尾道駅に降り立ち、海運の要衝として栄えた活気ある尾道に落ち着く。以来、19歳までの多感な6年間を尾道で暮す。1918年（大正7年）、尾道第二尋常小学校（現・尾道市立土堂小学校）を2年遅れで卒業した。

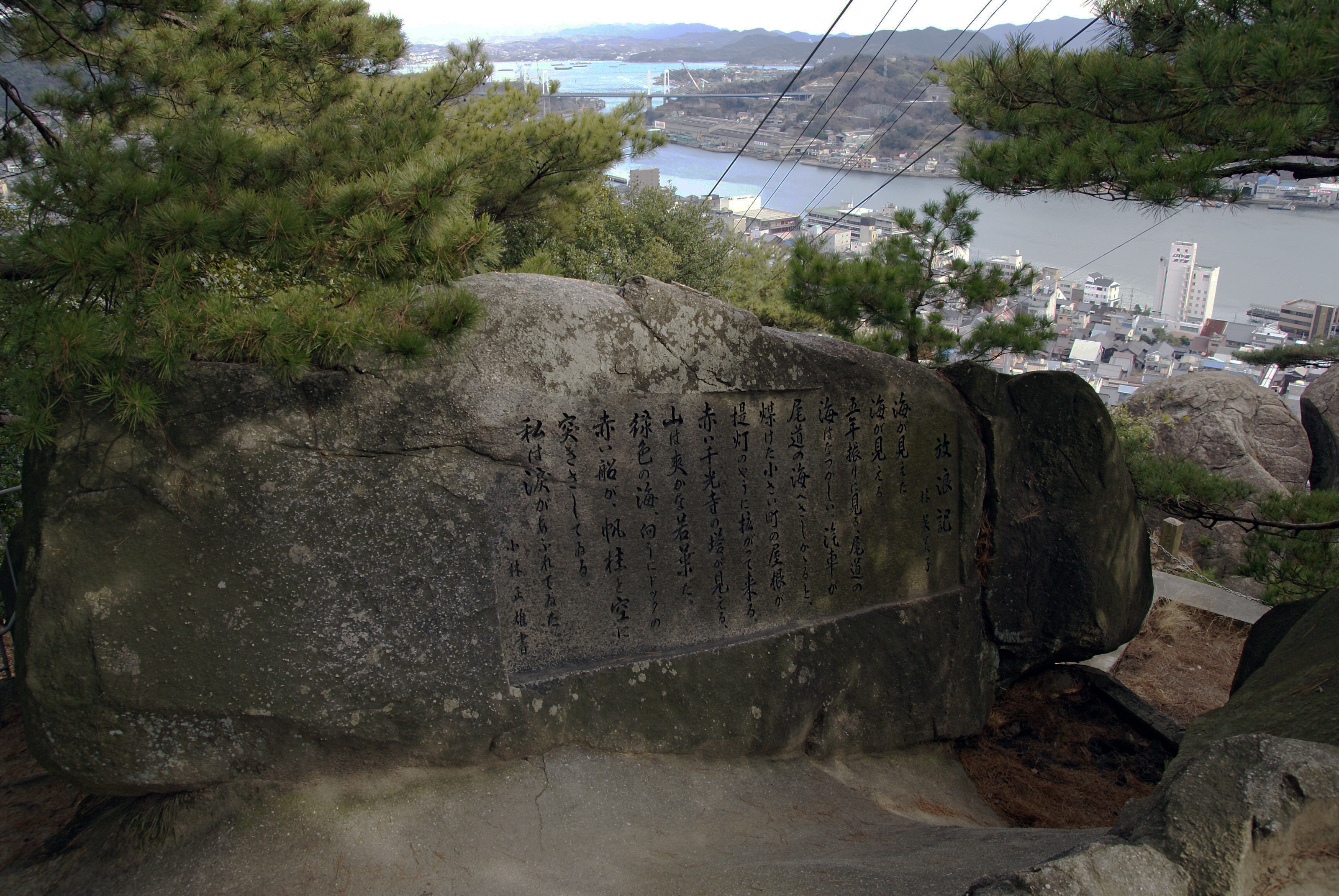
林芙美子文学碑。放浪記の一節が刻まれ、揮毫は尾道小の恩師・小林正雄。尾道を代表する風景である。

夕暮時に陸橋「うずしお橋」にもたれて本を読みふけっていた芙美子に旧制中学生・岡野軍一がたまらず声をかけた。岡野は因島の荷役船の船主でミカン栽培も兼業する素封家の長男で、憧れの中学生だった岡野の出現は、読書家で大人びていた思春期の芙美子のプライドを昂らせた。男女の交際が一般的でなかった時代に岡野と堂々と恋を育む。
同じく1918年、文才を認めた訓導の勧めと、周囲の支援もあって、尾道市立高等女学校（現・広島県立尾道東高等学校）へ進学した。裕福な良家の子女しか通えなかった女学校に、行商を生業とする貧しい家の娘が入ることなど、当時は分不相応な愚行。高等女学校に進学したのは、岡野と釣り合いの取れる女になり、恋愛を成就させたいと渇望したのではないかという説もある。人目をはばかりながら渡船に乗り、向島の帆布工場で学費を稼ぐアルバイトに精を出す。夏休みには神戸で女中奉公までした。岡野の両親は当然ながら、家柄の違う二人の交際に猛反対した。明治大学に進学した岡野は、ひたすら結婚を願って追いすがるように上京した芙美子と同棲までしたが、大学を卒業すると、両親の説得に屈して、宛てがわれた縁談で結婚してしまう。『放浪記』の報われない悲恋の連鎖は、ここから始まり、初恋の破局は、芙美子を、満たされることのない愛欲の飢餓に突き落とした。図書室の本を読み耽り、夜や休日は働いた。女学校の教諭も文才を育んだ。18歳のときから「秋沼陽子」の筆名で、山陽日日新聞や備後時事新報に詩や短歌を投稿、『土の香』『廃園の夕』『カナリヤの歌』『命の酒』が掲載され、後の作家としての礎を築く。安住の地となった尾道では親友たちに恵まれ、後年もしばしば「帰郷」する。

### 東京へ
1922年（大正11年）（19歳）、女学校卒業直後、遊学中の恋人岡野を頼って上京。当時、岡野が住んでいた小石川区雑司ヶ谷に移り住み、最初は小説家に住み込み女中として雇われるが、二週間で暇を出される。その後は銭湯の下足番、しおりの絵付け内職、株屋の事務員など職を転々。間もなく義父・実母も上京、道玄坂や神楽坂に露店を出しそれを手伝う。翌1923年（大正12年）9月の関東大震災で、3人はしばらく尾道や四国へ避難した。尋常小学校の恩師・小林正雄に筆名を「芙美子」にするように勧められ、つけ始めた「歌日記｣と題する日記が『放浪記』の原型になった。大学を卒業した岡野は因島に帰郷して婚約を取り消した。初恋は女を憧れの高みへ昇らせ、やがて奈落へ突き落とした。芙美子は、なりふりかまわぬ文学の鬼と化した。
1924年（大正13年）（20歳）、親を残して再び上京。この時代、たった一人で都会に出て来た地方出身者の金もコネもない女性が得られる職など知れていた。セルロイド人形に色塗りする工場での女工、毛糸店の売り子、牛鍋屋・カフェの女給など職を転々、多くの職に就いて微々たる給金を得ながら最底辺の暮らしを生きる。1日休めば宿を無くし、飢えと向き合わなければならない文字通りその日暮らし。マッチの燃え差しで眉を描き、木賃宿から出撃した。へこたれることがあっても意気軒昂だった。童話や詩を書いては出版社に売り歩き、徐々に文学社会へと近づいていく。
ダダイストやアナーキストの巣窟になっていた本駒込の「南天堂書房」で出会い、意気投合した平林たい子は「芙美子は初恋に破れた痛苦を味わってから、男女関係が行き当たりばったりになった」と述べている。反骨の精神に凝り固まった「南天堂」グループの人々は、愛欲のアナーキストでもあった。不倫を戒めるモラルなどないに等しく、カップルの組み合わせは変わり放題だった。ここで壺井繁治、岡本潤、高橋新吉、小野十三郎、辻潤らを知る。同棲しては別れることを繰り返した。詩のパンフレット『二人』を、友谷静栄と3号まで出した。原稿を雑誌社・出版社に売り込んで回り、ときに拾われた。
1926年（大正15年）（23歳）、画学生の手塚緑敏（まさはる、通称りょくびん）と内縁の結婚をし、落ち着いた。緑敏は実直で、妻の執筆を助ける人であった。

### 流行作家に
1928年（昭和3年）2月（25歳）、長谷川時雨主宰の女人芸術誌が芙美子の詩『黍畑』を載せ、10月から翌々年10月まで20回、自伝的小説『放浪記』を連載した。その間の1929年（昭和4年）6月には友人の寄金を受けて、初の単行本の詩集『蒼馬を見たり』を自費出版した。『放浪記』は好評で、1930年（昭和5年）改造社刊行の『放浪記』と『続放浪記』とは、昭和恐慌の世相の中で売れに売れ、芙美子は一躍流行作家になった。印税で中国へ一人旅した。講演会などの国内旅行も増えた。
1931年（昭和6年）（28歳）11月、朝鮮・シベリヤ経由でパリへ一人旅した。既に満州事変は始まっていた。金銭の余裕があれば旅に出て、単独行にも怖じけなかった。ロンドンにも住み、1932年（昭和7年）6月に帰国した。旅先から紀行文を雑誌社に送り続けた。「共産党にカンパを約した」との嫌疑で、1933年（昭和8年）に中野警察署に留置された。
1935年（昭和10年）（32歳）の短編『牡蠣』は、私小説的な作風を離れた本格的な小説として、評価された。
1937年（昭和12年）の南京攻略戦には、毎日新聞の特派員として現地に赴いた。1938年（昭和13年）の武漢作戦には、内閣情報部の「ペン部隊」役員に選出（女性作家は林と吉屋信子の2人のみ）、同年9月11日、陸軍班第一陣の13人とともに大陸に向かった。出発時、東京駅で行われたセレモニーを避け、途中の横浜駅から乗車する気配りを見せたが、
戦地では同年10月28日、男性陣を尻目に陥落後の漢口へ一番乗りを果たした。漢口への従軍記は同年10月31日の東京朝日新聞に「美しい街・漢口に入るの記」として掲載されたほか、後日、『戦線』、『北岸部隊』として出版された。
「おもな文業」の項からうかがえる活発な文筆活動を続けながら、1940年（昭和15年）5月からは、全国各地をめぐる「文芸銃後運動大講演会」に参加。久米正雄、横光利一らとともに時局に応じた熱弁をふるった。さらに同年には北満州と朝鮮半島にも出かけた。
1941年（昭和16年）には、「ついのすみか」となった自宅を下落合に新築し、飛行機で満州国境を慰問した。
同年8月には情報局により風俗壊乱の恐れのある小説として『放浪記』『泣虫小僧』などが発売禁止処分（当時は対象小説の題名は秘匿されていた）を受けた。
太平洋戦争前期の1942年（昭和17年）10月から翌年5月まで、陸軍報道部報道班員としてシンガポール・ジャワ・ボルネオに滞在した。戦局が押し詰まって出版界も逼塞し、1944年（昭和19年）4月から、緑敏の故郷に近い長野県の上林温泉、次いで角間温泉に疎開した。疎開の間二階を借りた民家（長野県下高井郡山ノ内町角間）が、林芙美子文学館になっている。
下落合の自宅は空襲を免れ、1945年（昭和20年）10月に帰京した。自由に書ける時代を喜んだ。用紙事情は厳しかったものの、人は活字に飢えていて、翌1946年から新旧の出版社が動き始めた。
かって原稿の売り込みに苦労したが故に人気作家になってからも執筆依頼を断らなかった芙美子は、ジャーナリズムに便利だった。書きに書いた。その中に『晩菊』や『浮雲』などの名品もあった。1948年（昭和23年）の女流文学者賞は『晩菊』で受賞した。私用や講演や取材の旅も繁くした。1950年（昭和25年）屋久島旅行に出たが、流行作家としての酷使に身体衰弱。1949–1951年には、9本の中長編を並行に、新聞・雑誌に連載した。

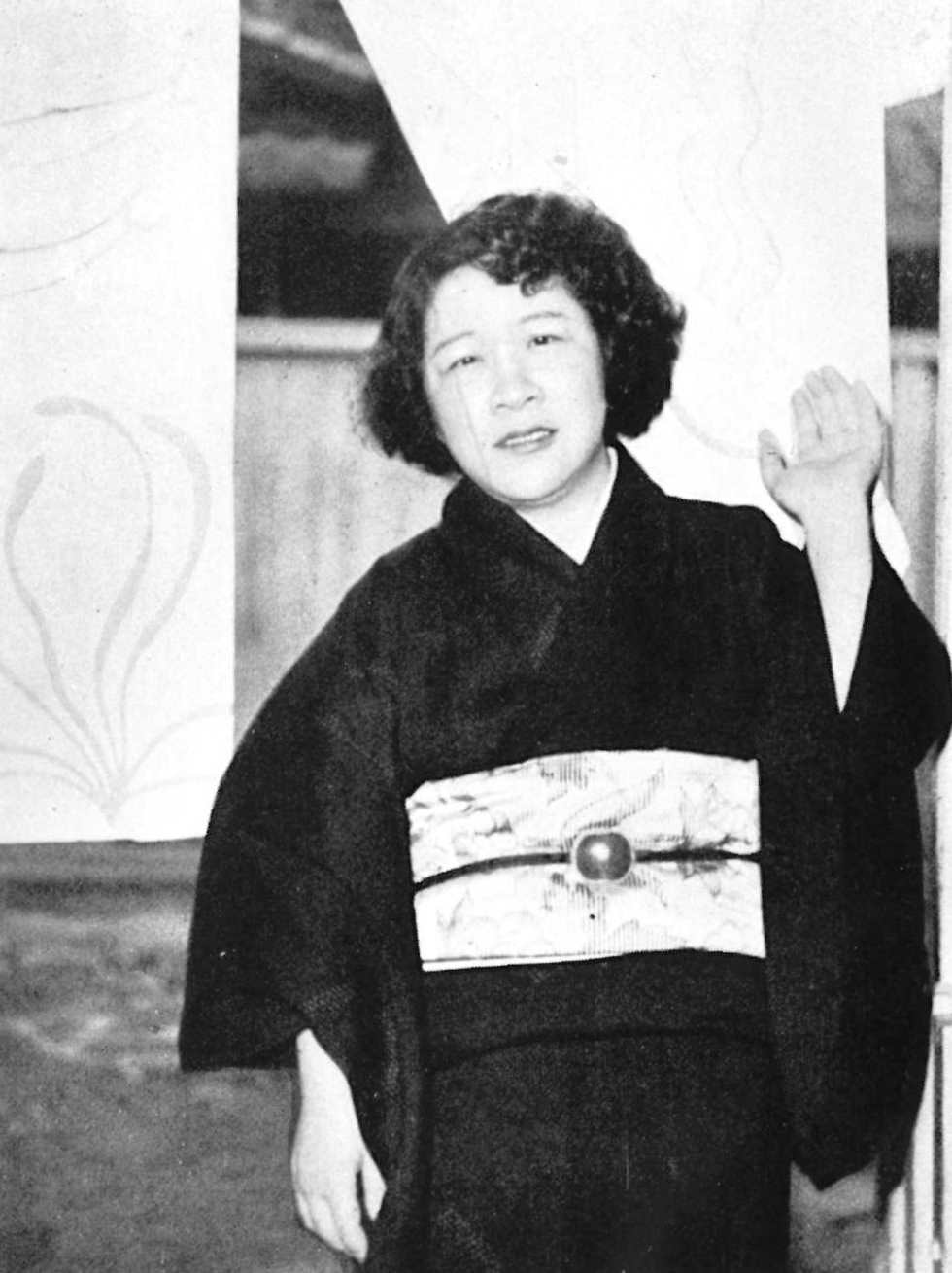
1951年6月26日に撮影。この夜、容態が急変して急逝した。

1951年（昭和26年）、6月27日の夜分、『主婦の友』の連載記事のため料亭を2軒回り、帰宅後に苦しみ、翌28日払暁心臓麻痺で急逝した。47歳没。死の数時間前まで取材をしていた。最後まで作家として駆け抜けた人生だった。翌日の夕刊朝日新聞に掲載された追悼文で、平林たい子は「ジャーナリズムに殺されたともいえよう」と綴り、波紋を呼んだ。
なお、急逝の直前、6月24日には、NHKラジオの生放送「若い女性-会ってみたい人の頁」にゲスト出演し、女子大生数人に対し質疑応答をおこなっている。この中で芙美子本人は「すでに晩年であると思い、むだな球は投げない」とも語っていた。
7月1日、自宅で告別式が執り行われた。近在の市民が大勢参列した。葬儀委員長の川端康成は、「故人は、文学的生命を保つため、他に対して、時にはひどいこともしたのでありますが、しかし、後二、三時間もすれば、故人は灰となってしまいます。死は一切の罪悪を消滅させますから、どうか故人を許して貰いたいと思います」と弔辞の中で述べた。芙美子が、自身を優先させるあまり、他の作家を排斥した故の「罪悪」だといわれる。葬儀には市井のおばちゃんたちが数多押しかけ、大衆作家にとってはその方が名誉であった。
戒名は「純徳院芙蓉清美大姉」。萬昌院功運寺に埋葬された。生前、色紙などに好んで、「花の命は短くて苦しきことのみ多かりき」と書いた。
1943年（昭和18年）に新生児を貰い受けて養子にした泰は、1959年（昭和34年）に事故死。芙美子を支え続けた夫緑敏は、彼女の文業の整理に長く協力して、1989年（昭和64年）物故した。
生涯最後の10年を暮した旧宅は、「新宿区立林芙美子記念館」となっている。
2020年6月28日、少女時代の一時期過ごした福岡県直方市で、銅像を市内に建立する取り組みが始まり、翌2021年6月27日、須崎町公園にブロンズ像が建立され、除幕式が行われた。

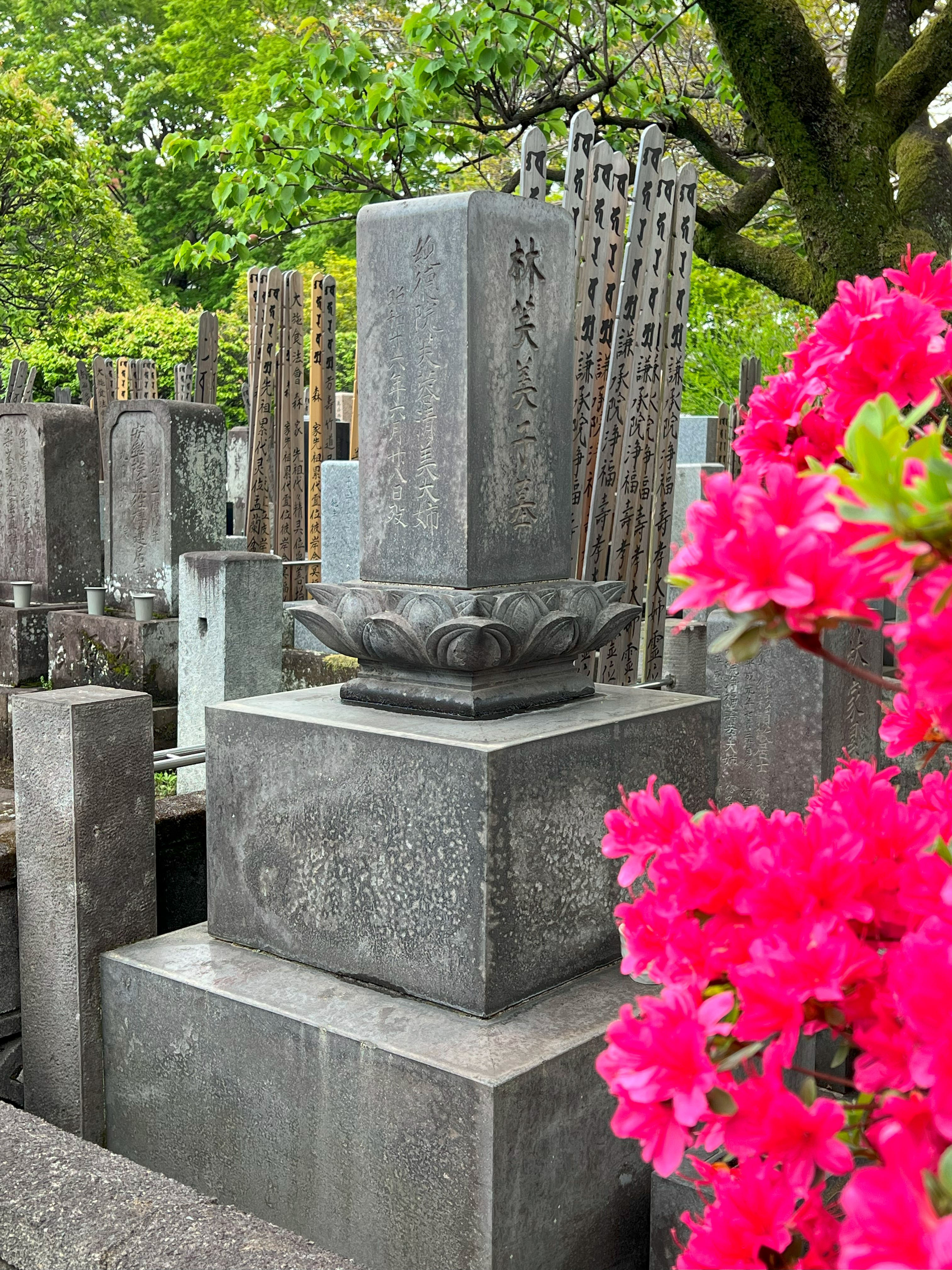
萬昌院功運寺の墓
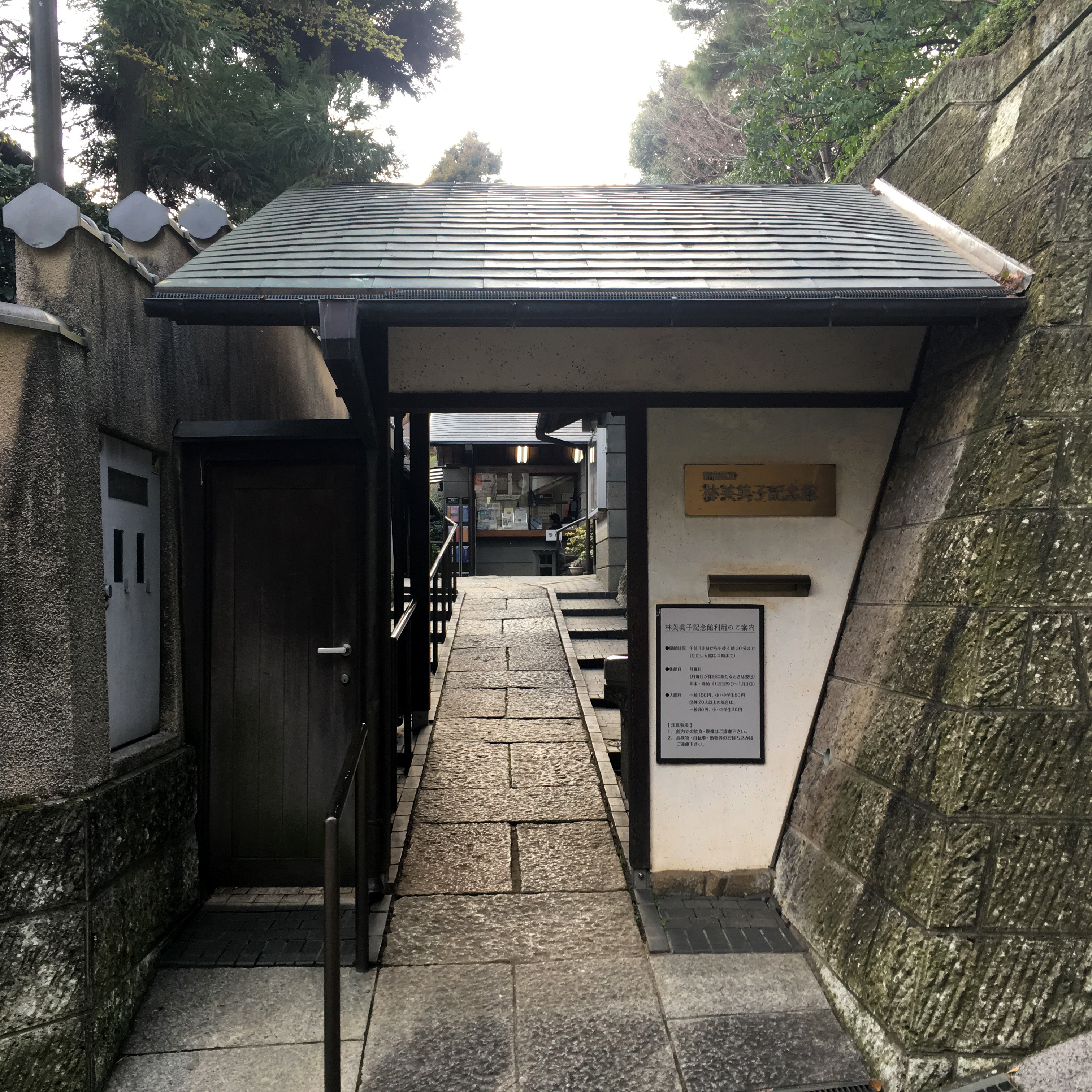
林芙美子記念館
尾道市の林芙美子像

## 影響
井上ひさしによる林芙美子の評伝劇『太鼓たたいて笛ふいて』が2002年（平成14年）に上演された。劇中、エピローグの場面で男声のアナウンスが流れるが、生前の芙美子を評して次のようなセリフを語らせている。
（男子アナ）「それにしても、林さんほどたくさんの批判を浴びつづけた小説家は珍しいでしょう。文壇に登場したころは『貧乏を売り物にする素人小説家』、その次は『たった半年間のパリ滞在を売り物にする成り上がり小説家』、そして、日中戦争から太平洋戦争にかけては『軍国主義を太鼓と笛で囃し立てた政府お抱え小説家』など、いつも批判の的になってきました。しかし、戦後の6年間はちがいました。それは、戦さに打ちのめされた、わたしたち普通の日本人の悲しみを、ただひたすらに書きつづけた6年間でした。弱った心臓をいたわりながら徹夜の連続…その猛烈をきわめた仕事ぶりは、ある評論家に『あれは一種の緩慢な自殺ではなかったか』と云わせたほどでした。」
田辺聖子が「若いときから林芙美子のファンであった」と公言している。自著『花狩』の刊行で初めて上京した際、まっさきに芙美子の墓に参詣したという。芙美子の作品を読んでみたいという人にすすめる初めの一冊に『風琴と魚の町』を挙げる。また、芙美子の最高到達点にある作品を長編『浮雲』とし、ユニークな「敗戦文学」の傑作と評価する。
桐野夏生は『放浪記』を「たいせつな本」に挙げ、「若い人にぜひ読んでもらいたい」と薦めている。「近代の女性が孤独な思いで生きていく姿を林芙美子は最初に書きました。今も色褪せないし、私のテーマにも通じます」と同じ小説家としての敬意を込め、2010年（平成22年）に林の評伝小説『ナニカアル』を上梓している。

## エピソード
1948年（昭和23年）の『主婦と生活』6月号に「林芙美子のトマトのすき焼き」が紹介されている。「6ミリくらいの輪切りにしたもぎたてトマトをバターかラードを溶かしたフライパンで焼き、煮えたところで牛肉を乗せ、火が通ったら醤油と甘味料を入れる」としており、戦後3年しか経っていない当時は配給制の砂糖は貴重品であり、ズルチンやサッカリンなどの人工甘味料を代用したと思われる。品種改良した現代のトマトと違い、当時のトマトは甘味を加えた方が美味だったものか「初夏には格べつおいしいものです」と載せている。
急逝した翌日の朝、担当編集者が原稿を取りに邸宅を訪れた。お手伝いは逝去を伝えたが、編集者は締め切りを誤魔化す嘘だと思い、林の部屋に踏み込んだ。林の遺体は布団に寝かされて面布がかけられていたが、編集者は声をかけて面布を剥がし、ようやく林の死を知ると思わず合掌したという。

## ギャラリー

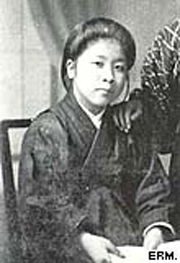
女学校2年、1919年
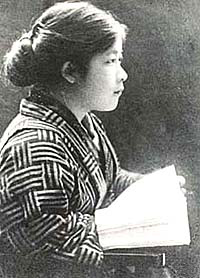
女学校卒業直前、1922年
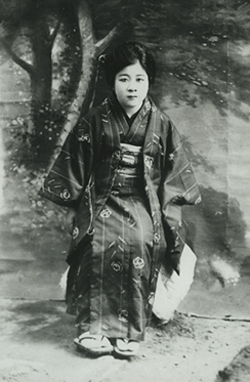
上京後、1924年
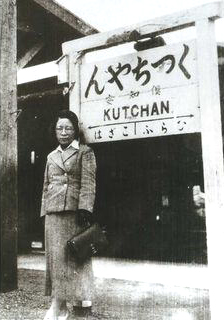
倶知安駅で、1929年
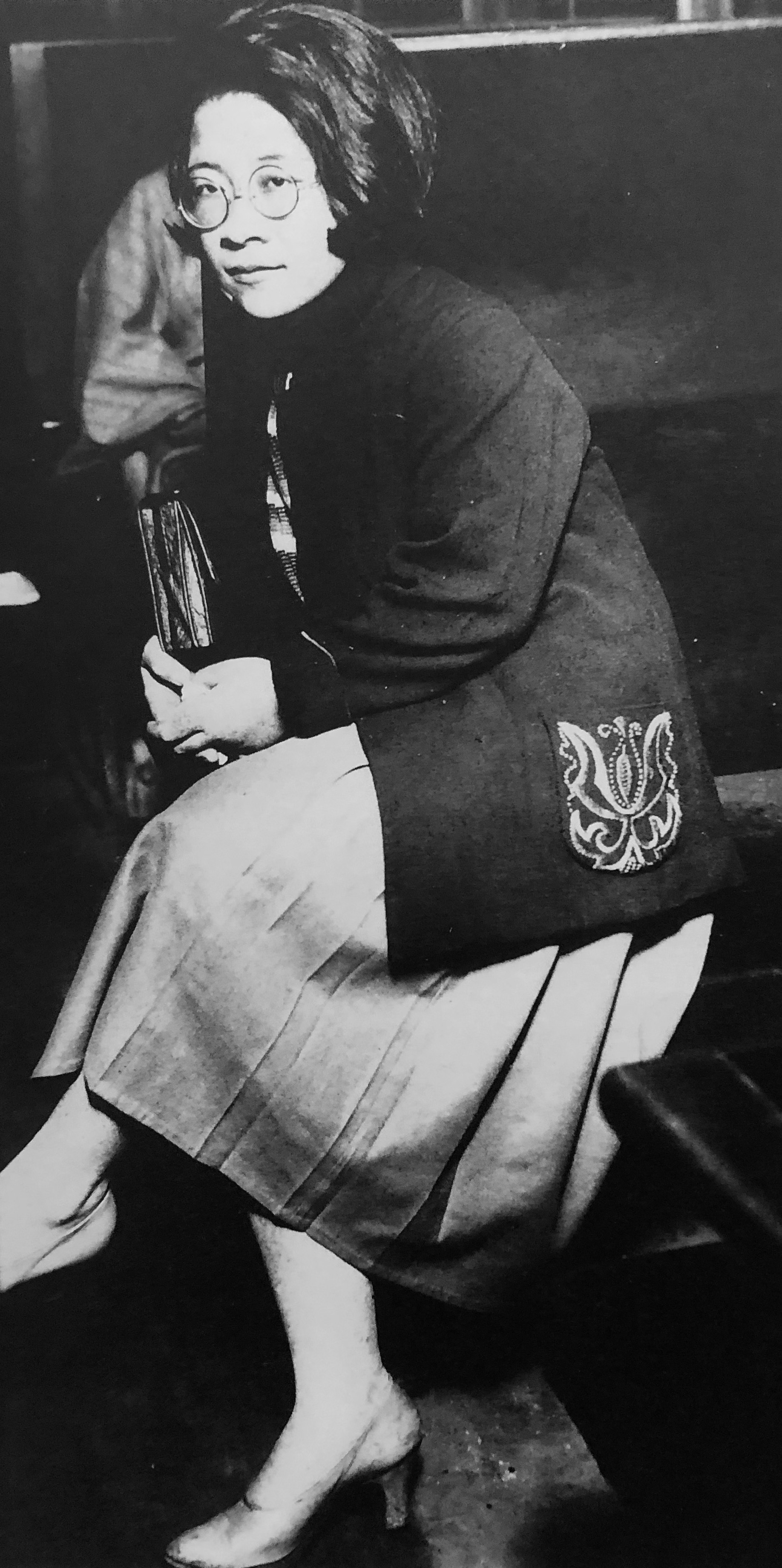
1931年
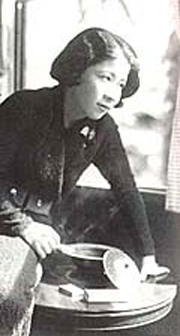
下落合の自宅で、1934年
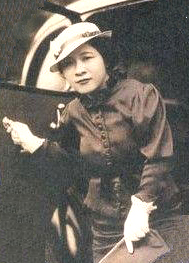
1940年頃
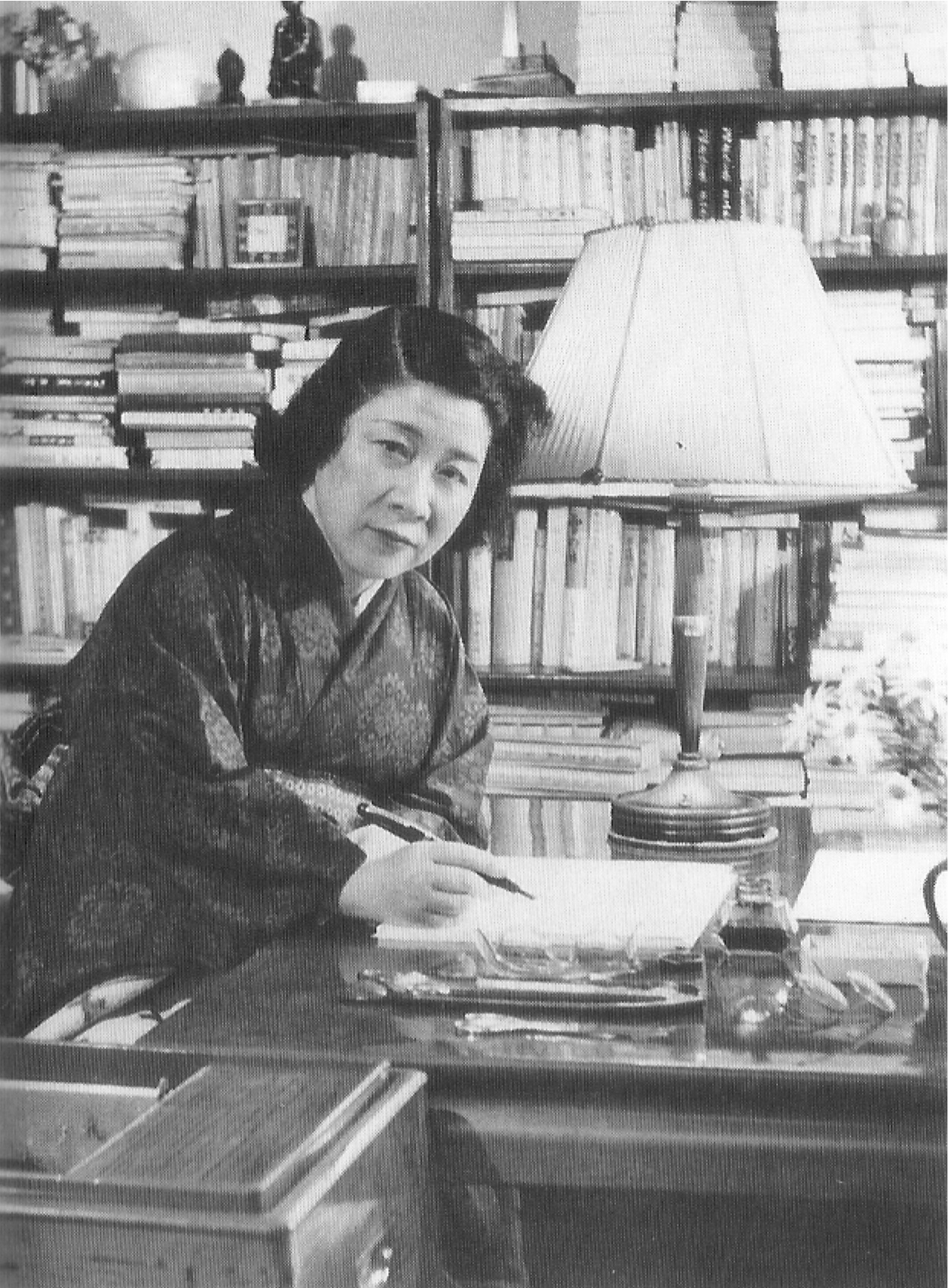
1949年4月自宅書斎

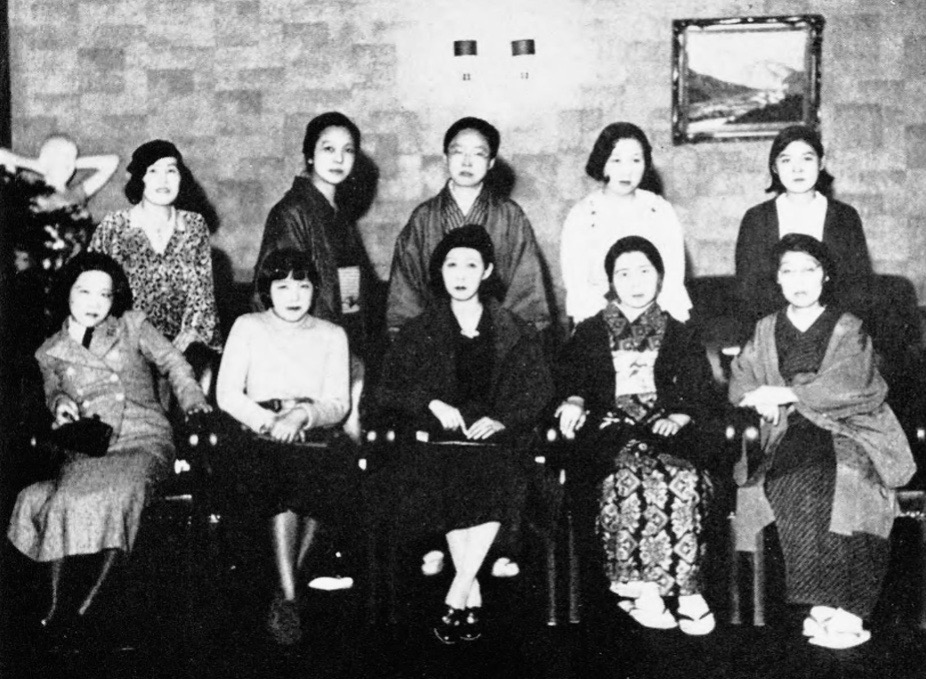
1934年4月16日、公開されて間もないアメリカ映画『生活の設計』について語る座談会が日比谷ダイビルのレインボーグリルで開かれた。前列左から、林芙美子、三宅艶子、原信子、円地文子、長谷川時雨。後列左から、長谷川春子、富本一枝、岡田禎子、松山房枝、松山みつえ[36]。
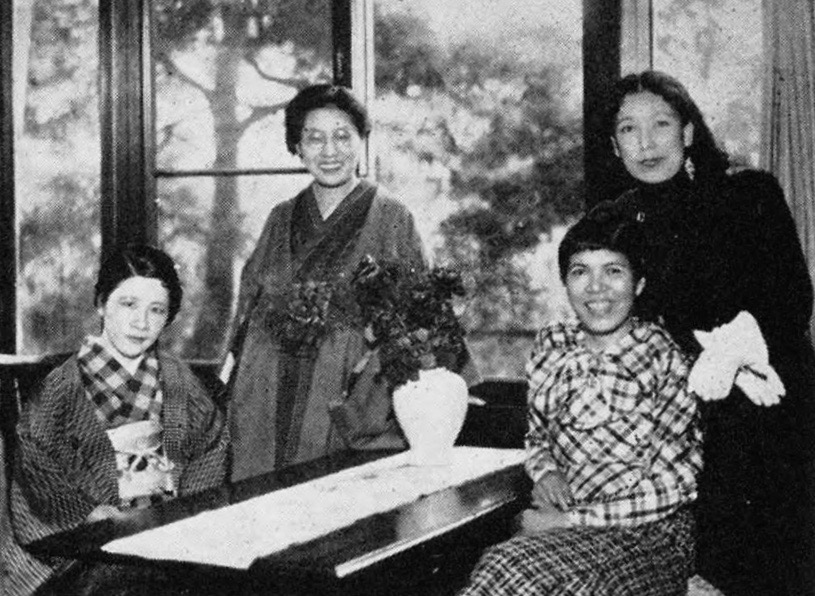
左から林芙美子、佐多稲子、吉屋信子、宇野千代。1935年11月撮影。
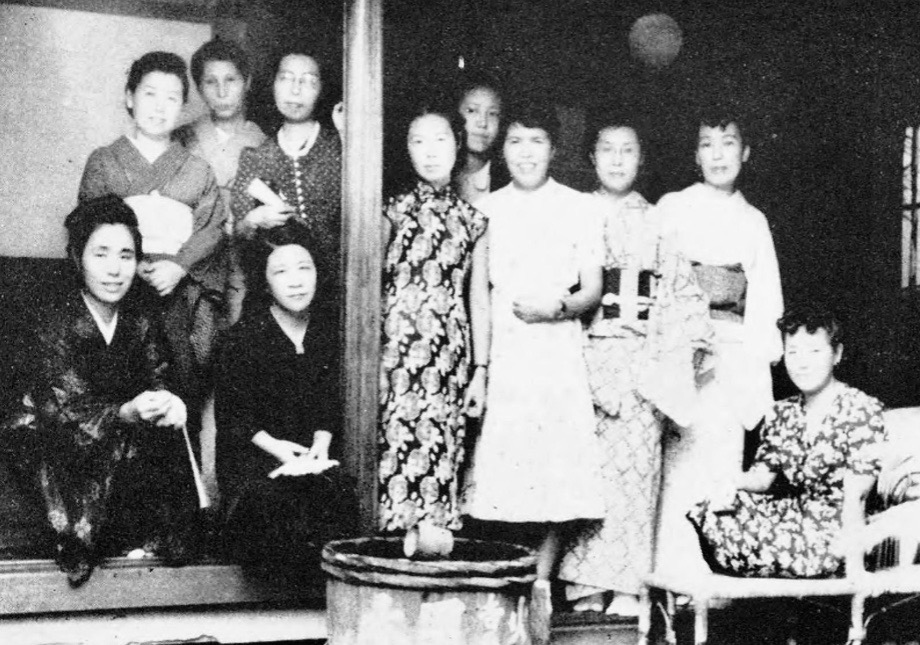
真杉静枝、村岡花子、井上まつ、林芙美子、円地文子、関露、吉屋信子、佐多稲子、宇野千代、三宅艶子ら。1943年、麹町の吉屋の自宅で撮影。
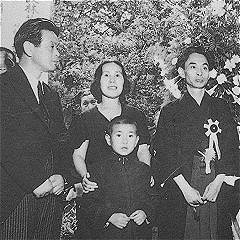
告別式（1951年）。左から緑敏、キク、長谷川春子、泰、川端康成。

## 主な作品
多作で、また組み合わせを変えた短編集も出ており、書誌は膨大である。

### 単行本
作者は、ほとんどの場合、作品をまず雑誌に掲載し、その後に単行本を刊行している。その初出の雑誌名は、全集「年譜」に詳しい。
表題の後のSは「新潮社版」全集、Bは「文泉堂版」全集、数字は収録巻を示している。
各行の / 印の後は、主に平成期も入れた再版・新編版の刊行だが、短編集・随筆集など複数作品を集めた著作の場合は、正確な記載ではない。
- 『蒼馬を見たり』（S1 B1、詩34篇）、南宋書院（1930年）/日本図書センター（2002年）ISBN 9784820595595
- 『放浪記』（『九州炭坑街放浪記』を併録）（S2 B1、小説）、改造社、（1930年）/ みすず書房（2004年）ISBN 9784622080442 / ハルキ文庫（2011年）
- 『続放浪記』（S2 B1、小説）、改造社、（1930年）/ 新編・新潮文庫（改版2002年）
- 『彼女の履歴』（S3 B2 風琴と魚の町、S9 山の教師、など小説9篇）、改造社（1931年）/下記の新潮文庫に所収
- 『清貧の書』（S3 清貧の書、B15 瑪瑙盤、S3 屋根裏の椅子、S3 耳輪のついた馬、など小説13篇）改造社（1933年）/『風琴と魚の町・清貧の書』、新潮文庫 （2007年）ISBN 9784101061078 所収
- 『面影』（S1 詩68篇）、文学クオタリイ社（1933年）
- 『樺太への旅』（1934年）
- 『散文家の日記』（S7 B4 散文家の日記、など随筆13篇）、改造社（1934年）/東方社（1956年）
- 『泣虫小僧』（S4 泣虫小僧、S3 山中歌合、S3田舎言葉、S4 蔓草の花、など小説12篇）、改造社（1935年）/フロンティアニセン フロンティア文庫（2005年）ISBN 9784861970627
- 『牡蠣』（S1 牡蠣、S3 人生譜、S4 帯広まで、S3 姉の日記、など小説8篇）、改造社（1935年）/『風琴と魚の町・清貧の書』新潮文庫 （2007年）所収
- 『野麦の唄』（S5 B3 野麦の唄、S4 鴛鴦、など小説7篇）、中央公論社（1936年）/尾崎書房（1948年）
- 『文学的断章』（S19 文学的自叙伝、など随筆43篇）、河出書房（1936年）/角川文庫（1956年）
- 『愛情伝』（S10 愛情伝、S4泉、S5 明暗、など小説6篇）、美和書房（1936年）/（1946年）
- 『愛情』（枯葉、追憶、葡萄の岸、鯉、泉、幸福、愛情、市立女学校、小説8篇すべてS4）、改造社（1936年）
- 『稲妻』（S5 B3 稲妻、B13 蝶々館、S4 青春譜、など小説4篇）、有光社（1936年）/角川文庫（1957年）
- 『女の日記』（S6 B3 小説）、第一書房（1937年）/角川文庫（1957年）
- 『花の位置』（S7 B4 花の位置、S7 B4 浅草暮らし、S7 B4 みれん、など小説12篇）、竹村書房（1937年）
- 『紅葉の懺悔』（B4 鯉、S3 田舎言葉、など小説3篇）、版画社（1937年）
- 『氷河』（S7 B4 晩春、S10 B11 雨、S7 B4 紅襟の燕、S5 B3 氷河、など小説12篇）、竹村書房（1938年）
- 『月夜』（S7 B4 杜鵑、S7 B4 黄昏の席、S7 B4 月夜、など小説10篇）、竹村書房（1938年）
- 『戦線』（従軍記）、朝日新聞社（1938年）/ 新編・中公文庫（2006年、改版2014年）ISBN 9784122060012
- 『北岸部隊』（B12、従軍記）、中央公論社（1939年）/ 新編・中公文庫（2002年）ISBN 9784122040595
- 『生活詩集』（S1 詩集）、六芸社（1939年）
- 『波濤』(B13 小説）、朝日新聞社（1939年）
- 『私の紀行』（紀行28篇）、新潮社（1939年）
- 『蜜蜂』（S5 B3 旅館のバイブル、S7 B5 石鹸、S7 B3 明暗、S7 B4 黄鶴、S4 泉、S4 帯広まで、S7 B4 月夜、S4 枯葉、など小説10篇）、創元社（1939年）
- 『一人の生涯』（S8 B4 小説）、創元社（1940年）/創世社（1953年）
- 『青春』（S7 B4 青春、など小説13篇）、実業之日本社（1940年、再版1948年）
- 『悪闘』（S9 桶と生姜、S9 悪闘、S8 歯車、S9 運命、S9 大学生、S9 温泉宿、S9 馬の文章、など小説12篇）、中央公論社（1940年）
- 『女優記』（S9 女優記、S9 心、など小説11篇）、新潮社（1940年）/日本社（1946年）
- 『七つの燈』（S8 B4 遠い湖、など小説2篇）、むらさき出版社（1940年）/東方社（1955年）
- 『魚介』（S9 魚介、S9 運命、S4 愛情、など小説8篇）、改造社（1940年）/新潮社（1950年）
- 『十年間』（B11 小説）、新潮社（1941年）/創世社（1953年）
- 『歴世』（S9 B5 歴世、B9 鶯、など 小説9篇）、甲鳥書林（1941年）
- 『初旅』（B9 初旅、など小説13篇）、実業之日本社（1941年）/東方社（1955年）
- 『川歌』（S20 小説）、新潮社（1941年）/角川文庫（1956年 - 1957年）
- 『雨』（S9 風媒、など小説6篇）、実業之日本社（1942年）

戦後
- 『旅情の海』（S10 旅情の海、S10 なぐさめ、S10 放牧、S10 吹雪、S10 浮き沈み、S10 フローベルの恋、S10 旅、など小説10篇）、新潮社（1946年）/東方社（1956年）
- 『うき草』（S10 うき草、S10 夜の橋、S9 初旅、S10 かもめ、など小説8篇）、丹頂書房（1946年）/東方社（1956年）
- 『婦人の為の日記と随筆』（S12 童話の世界、など随筆12篇）、愛育社（1946年）
- 『旅館のバイブル』（S5 B3 旅館のバイブル、S5 B3 石鹸、S7 B4 足袋と鶯、など小説8篇）、大阪新聞社（1947年）
- 『一粒の葡萄』（B6 一粒の葡萄、など小説4篇）、南北書園（1947年）
- 『淪落』（S11 B6 雪の町、S11 B6 あひびき、S11 B6 河沙魚、S11 B6 ボルネオダイヤ、など小説6篇）、関東出版社（1947年）
- 『創作ノート』（S12 童話の世界、など随筆20篇）、酣灯社（1947年）
- 『舞姫の記』（S8 舞姫の記、など小説4篇）、尾崎書房（1947年）/東方社（1956年）
- 『雁』（S10 ボナアルの黄昏、など小説3篇）、扶桑書房（1947年）
- 『夢一夜』（S11 B6 作家の手帳、S11 B6 夢一夜、など小説5篇）、世界文学社（1947年）
- 『巴里の日記』（S8 B4、1936年 - 1937年の日記）、東峰書房（1947年）
- 『うず潮』（S16 B6、小説）、新潮社（1948年）/新編『うず潮・盲目の詩』、講談社文芸文庫（1995年）ISBN 9784061963191 所収
- 『暗い花』（S10 暗い花、S7 B13 夜の蝙蝠傘、S11 B6 幕切れ、など小説10篇）、文藝春秋新社（1948年）
- 『放浪記第三部』（S2 B1、小説、戦前公開しなかった分）、留女書店（1949年）/ 全三部・岩波文庫（2014年）
- 『女性神髄』（S6 B3、小説）養徳社（1949年）
- 『晩菊』（S10 吹雪、S13 B7 荒野の虹、S13 B7 水仙、S13 B7 晩菊、小説など11篇）、新潮社（1949）/新編・講談社文芸文庫（1992年）ISBN 9784061961883
- 『第二の結婚』（B13、小説）、主婦と生活社（1949年）/東方社（1955年）
- 『牛肉』（S13 B7 牛肉、S17 B9下町、S22 B11 三つの南瓜、S47 B9 退屈な霜、S22 B11 うなぎ、S13 B7 ラ・シセーヌ、S13 B7 羽柴秀吉、S13 B7 トランク、S13 B7 骨、など小説11篇）、改造社（1949年）
- 『松葉牡丹』(S13 B7 松葉牡丹、S13 B7 白鷺、S17 B9 椰子の実、S13 B7 クロイツエル・ソナタ、小説4篇）、新潮社（1950年）
- 『槿花』（S22 B12、小説）、実業之日本社（1950年）
- 『夜猿』（S17 B9 鴉、S17 B9 夜猿、S17 B9 軍歌、S22 B11 めかくし鳳凰、S17 B9 上田秋成、など小説10篇）、新潮社（1950）
- 『茶色の眼』（S15 B8、小説）、朝日新聞社（1950年）/講談社文芸文庫（1994年）ISBN 9784061962583
- 『新淀君』（B14、小説）、読売新聞社（1950年）
- 『あばれ人妻』（S14 B7、小説）、六興出版（1950年）/東方社（1963年）
- 『冬の林檎』（S22 B11、小説）、新潮社（1951年）/角川文庫（1963年）
- 『絵本猿飛佐助』（B14、小説）、新潮社（1951年）/講談社文庫 大衆文学館（1996）ISBN 9784062620574
- 『浮雲』（S16 B8、小説）六興出版（1951年）/新潮文庫（改版2003年）ISBN 9784101061030 /角川文庫（改版2017年）中国語訳/劉小俊

没後
- 『折れ蘆』（S17 B9 折れ蘆、S17 B9 冬の海、S17 B9 自動車の客、S17 B9 浮洲、S17 B9 金糸雀、S17 B9 天草灘、S17 B9 童話、S11 B6 あぢさゐ、など小説10篇）、新潮社（1951年）
- 『漣波』（S17 B9 漣波、S17 B9 女家族、S17 B9 菊尾花、小説3篇）、中央公論社（1951年）/『女家族』角川書店（1955年）
- 『めし』（S18 B9 めし、など小説2篇）朝日新聞社（1951年）/新版・新潮オンデマンドブックス（2003年）ISBN 9784108652705
- 『晩春』（S7 B4 青春、など小説8篇）、東方社（1956年）
- 『下町』（S17 B9 御室の桜樹、など小説5篇）、角川文庫（1957年）
- 『あいびき』（小説10篇）、東方社（1957年）

新編での作品集
- 現代詩文庫『林芙美子詩集』思潮社（1984年）
- 今川英子編『林芙美子 巴里の恋』中央公論新社（2001年／中公文庫、2004年）
- 武藤康史編『林芙美子随筆集』岩波文庫（2003年）
- 立松和平編『林芙美子紀行集 下駄で歩いた巴里』岩波文庫（2003年）
- 『ちくま日本文学 林芙美子』ちくま文庫（2008年）ISBN 9784480425201
- 野田敦子編『ピッサンリ 詩集』思潮社（2013年）
- 『森まゆみと読む 林芙美子「放浪記」』集英社文庫（2020年）ISBN 9784087441130
- 廣畑研二編『新選 林芙美子童話集』全3巻、論創社（2021年）
- 川本三郎解説『愉快なる地図 台湾・樺太・パリへ』中公文庫（2022年）

### 全集
- 『林芙美子全集』全23巻、新潮社（1951–1953年）
- 『林芙美子全集』全16巻、文泉堂出版（1977年）

## 関連文献
- 太田治子『石の花 林芙美子の真実』筑摩書房、2008年4月、ISBN 978-4480885265
- 川本三郎『林芙美子の昭和』新書館、2003年1月、ISBN 978-4403210822
- 桐野夏生『ナニカアル』新潮社、2010年2月、ISBN 978-4104667031
- 佐藤公平『林芙美子実父への手紙』KTC中央出版、2001年10月、ISBN 4877582266
- 清水英子『林芙美子、初恋・尾道』東京図書出版会、2008年5月、ISBN 978-4862232472
- 清水英子『林芙美子・恋の作家道』文芸社、2007年7月、ISBN 978-4286030302
- 清水英子『林芙美子・ゆきゆきて「放浪記」』新人物往来社、1998年6月、ISBN 4404026226
- 関川夏央『女流 林芙美子と有吉佐和子』集英社、2006年9月、ISBN 978-4087748185／集英社文庫、2009年8月、ISBN 978-4087464733
- 高山京子『林芙美子とその時代』論創社、2010年6月、ISBN 978-4846010461
- 竹本千万吉『人間・林芙美子』筑摩書房、1985年10月、ISBN 4480821996
- 土橋義信『林芙美子伝に真実をもとめて』近文社、1990年5月、ISBN 4906324444
- 深川賢郎『フミさんのこと 林芙美子の尾道時代』渓水社、1995年6月、ISBN 4874403492
- 藤原牧子『『林芙美子』を訪ねる旅』鳴滝書房、1999年4月、ISBN 4-990011252
- 北海道文学館 編『林芙美子…北方への旅』北海道文学館、2003年7月、
- 望月雅彦『林芙美子とボルネオ島 南方従軍と『浮雲』をめぐって』ヤシの実ブックス、2008年7月、ISBN 978-4990369316
- 森英一『林芙美子の形成 その生と表現』有精堂出版、1992年5月、ISBN 4640310293
- 宮田俊行『林芙美子 『花のいのち』の謎』高城書房、2005年3月、ISBN 4887770693
- 清水正『林芙美子と屋久島』D文学研究会、2011年4月、ISBN 978-4-434-15532-1
- 日本大学芸術学部図書館 編『林芙美子の芸術』日本大学芸術学部図書館、2011年11月
- 日本大学芸術学部図書館 編『世界の中の林芙美子』日本大学芸術学部図書館、2013年12月
- 廣畑研二『林芙美子全文業録　未完の放浪』論創社、2019年6月
- 宮田俊行『花に風　林芙美子の生涯』海鳥社、2020年10月

## メディア・ミックス

### 映画
- 『放浪記』（1935年）、PCL、木村荘十二監督、夏川静枝・堤真佐子ら
- 『泣虫小僧』（1938年）、東宝、豊田四郎監督、林文雄・逢初夢子ら
- 『南風』（1939年）、松竹、渋谷実監督、田中絹代・佐分利信ら
- 『波濤』（1939年）、松竹、原研吉監督、桑野通子・徳大寺伸ら
- 『めし』（1951年）、東宝、成瀬巳喜男監督、上原謙・原節子ら
- 『あわれ人妻』（1951年）、松竹、池田忠夫監督、若原雅夫・角梨枝子ら
- 『うず潮』（1952年）、松竹、原研吉監督、月丘夢路、佐田啓二ら
- 『稲妻』（1952年）、大映、成瀬巳喜男監督、高峰秀子・浦辺粂子ら
- 『真珠母』（1953年）、松竹、堀内真直監督、淡路恵子・三橋達也ら
- 『妻』（1953年）、東宝、成瀬巳喜男監督、上原謙・高峰峰子ら
- 『絵本猿飛佐助』（1953年）、森一生監督、水島道太郎・喜夛川千鶴ら
- 『晩菊』（1954年）、東宝、成瀬巳喜男監督、杉村春子・沢村貞子ら
- 『放浪記』（1954年）、東映、久松静児監督、角梨枝子・岡田英次ら
- 『若き日の誘惑』（1954年）、松竹、酒井辰雄監督、大木実・藤乃高子ら
- 『浮雲』（1955年）、東宝、成瀬巳喜男監督、高峰秀子・森雅之ら
- 『下町』（1957年）、千葉泰樹監督、山田五十鈴・三船敏郎ら
- 『女家族』（1961年）、東宝、久松静児監督、新珠三千代・三益愛子ら
- 『放浪記』（1962年）、東宝、成瀬巳喜男監督、高峰秀子・田中絹代ら
- 『うず潮』（1964年）、日活 、斎藤武市監督、吉永小百合・奈良岡朋子ら
- 『稲妻』（1967年）、松竹、大庭秀雄監督、倍賞千恵子・藤田まことら
- BUNGO〜ささやかな欲望〜 「告白する紳士たち『幸福の彼方』」 - 角川映画、谷口正晃監督、波瑠・三浦貴大ら、オムニバス映画の一篇

### テレビドラマ
- 恋する日曜日 文學の唄シリーズ・第7話『晩菊』（2005年11月13日）、BS-i、古厩智之監督、結城しのぶ・大倉孝二ら

## 記念館
- 林芙美子記念館（東京都新宿区）
- おのみち林芙美子記念館（広島県尾道市）
  - 建物は林芙美子が尋常小学校から女学校にかけて2年半過ごした旧宮地醤油店であり、2023年（令和5年）3月17日に文化審議会は「旧宮地醤油店離れ（林芙美子旧居）」として登録有形文化財に登録した[16][38]。
- 林芙美子旧居跡（東京都世田谷区太子堂3丁目29）[39] - 案内板あり